# Finn Jeltsch
Finn Jeltsch, né le 17 juillet 2006 à Neuendettelsau en Allemagne, est un footballeur allemand qui évolue au poste de milieu défensif ou de défenseur central au VfB Stuttgart.

## Biographie

### En club
Né à Neuendettelsau en Allemagne, Finn Jeltsch est notamment formé au FC Nuremberg. Il fait partie des jeunes joueurs sur lesquels le club compte à l'avenir.
Le 3 février 2025, lors du mercato hivernal, Finn Jeltsch rejoint le VfB Stuttgart. Il signe un contrat courant jusqu'en juin 2030.

### En sélection
Finn Jeltsch représente l'équipe d'Allemagne des moins de 16 ans, et avec cette équipe, il se fait remarquer dès son premier match en marquant un but, le 26 octobre 2021 contre la Suisse. Il contribue ainsi à la victoire de son équipe (1-2 score final).
En mai 2023, il est retenu avec les moins de 17 ans par le sélectionneur Christian Wück (en) afin de participer au Championnat d'Europe.
L'Allemagne atteint la finale de la compétition après sa victoire face à la Pologne le 30 mai 2023 (3-5 score final). Il est titularisé lors de la finale, remportée par les Allemands face à la France après une séance de tirs au but, le 2 juin 2023.

## Palmarès
Allemagne -17 ans
- Championnat d'Europe -17 ans
  - Vainqueur : 2023
- Coupe du monde des moins de 17 ans
  - Vainqueur en 2023.